# Hapag-Lloyd-Flug 3378
Hapag-Lloyd-Flug 3378 startete am 12. Juli 2000 auf dem Flughafen Chania (Kreta), um zum Flughafen Hannover-Langenhagen zu fliegen.
Nach dem Start des Airbus A310-300 zeigte sich, dass eins der beiden Hauptfahrwerke nicht vollständig eingefahren werden konnte. Der Airbus verbrauchte dadurch 60 % mehr Kerosin; der Kapitän flog trotzdem weiter. Als klar war, dass er den Flughafen München nicht mehr erreichen konnte, entschied er sich gegen eine Landung in Graz und versuchte, den Flughafen Wien zu erreichen. Der Airbus schlug 660 Meter vor der Landebahn auf und wurde schwer beschädigt.

## Fluggerät
Der auf Hapag-Lloyd-Flug 3378 eingesetzte Airbus A310-300 mit der Seriennummer 528 und dem Kennzeichen D-AHLB hatte am 25. Oktober 1989 seinen Erstflug und wurde am 10. Januar 1990 an Hapag-Lloyd übergeben. Das Flugzeug war mit zwei Triebwerken des Typs General Electric CF6 ausgestattet und war zum Unfallzeitpunkt 10,7 Jahre alt.

## Verlauf des Unfalls
Nach dem Start auf Kreta ließ sich eines der beiden Hauptfahrwerke nicht einfahren. Der Flugkapitän versuchte trotz des dadurch erhöhten Treibstoffverbrauchs, einen deutschen Flughafen zu erreichen, eventuell um Wartungskosten zu sparen und um die Passagiere bequemer und kostengünstiger nach Hannover weiterbefördern zu können. Das während des gesamten Fluges ausgefahrene Fahrwerk erhöhte den Treibstoffverbrauch um etwa 60 % mehr als ursprünglich berechnet.
Zunächst plante der Kapitän München (EDDM) als Ausweichflughafen anzusteuern. Während des Fluges zeigte sich aber, dass selbst eine Ausweichlandung auf dem Flughafen Wien-Schwechat knapp werden würde. Üblicherweise entscheidet man sich in der Praxis aus Sicherheitsgründen für ein viel näheres Ziel – oft für den Startflughafen. Der nächste große Flughafen wäre Athen (LGAT) gewesen, eine halbe Flugstunde von Kreta entfernt.
In einer Flughöhe von 25.000 ft (7600 m), 40 NM (75 km) querab von Zagreb meldete ein Warnsignal das Unterschreiten der Treibstoffnotreserve von 1600 Litern. Um 12:43 Uhr beschloss der Flugkapitän in Wien zu landen, das noch 120 NM (220 km) entfernt war. Der Copilot schlug vor, eine Luftnotlage zu erklären und sofort auf dem Flughafen Graz zu landen; der Kapitän lehnte beides ab. Dies kann als gescheitertes Crew Resource Management angesehen werden; der 56-jährige Kapitän ging nicht auf die hilfreichen Vorschläge seines 25-jährigen Copiloten ein. Erst als die Triebwerke um 13:20 Uhr 12 NM (22 km) vor der Bahn in etwa 4000 ft (1200 m) Höhe ausfielen, setzte der Kapitän eine Notfallmeldung (declare emergency – „out of fuel“) ab.
Die Triebwerke konnten kurzzeitig wieder angelassen werden, versagten allerdings um 13:29 endgültig. Das Flugzeug erreichte das Flugplatzgelände, berührte aber um 13:34 Uhr – etwa 660 Meter vor der Landebahn 34 – mit einem Tragflächenende erstmals den Boden, schlitterte durch die Anflugbefeuerung der Landebahn und wurde an Fahrwerk, Triebwerken und Rumpf schwer beschädigt. Von den 143 Passagieren wurden 26 bei der Evakuierung nach der Notlandung leicht verletzt.

## Ursachen und Nachwirkungen
Der Grund für die Tatsache, dass sich das Fahrwerk nicht korrekt einfahren ließ, war laut Untersuchungsbericht auf eine im Rahmen der Wartung unzureichend gesicherte Kontermutter der Befestigung und Justierung der Fahrwerkseinzugshydraulik zurückzuführen. Durch diese unzureichende Sicherung „wanderte“ die Feinjustierung während der folgenden 2000 Landungen. Insgesamt kumulierte sich der Fehler in der Justierung auf 10 mm, was dazu führte, dass das Fahrwerk nach dem Einfahren die Verriegelungsstellung nicht mehr erreichen konnte.
Der Flugkapitän verließ sich für die Treibstoffberechnung, wie für den Routinebetrieb vorgeschrieben, auf die Anzeigen des Flight Management Systems (FMS) im Cockpit, das unter anderem die verbleibende Flugzeit, den Kraftstoffverbrauch, den Mehr- und Minderverbrauch gegenüber dem Flugplan und Prognosen für die verbleibende Reichweite mit dem restlichen Kraftstoff anzeigt. Alle Berechnungen basieren auf der tatsächlich noch im Tank vorhandenen Treibstoffmenge. Nach dem Start zeigte das FMS an, der Treibstoff würde bis München reichen. Da das FMS für seine Prognosen nicht den erhöhten Luftwiderstand durch das ausgefahrene Fahrwerk berücksichtigte, erkannte es nicht den erhöhten Treibstoffbedarf und die FMS-Treibstoffprognose war falsch (zu große verbleibende Reichweite angezeigt). Wegen der schneller abnehmenden Treibstoffmenge zeigte das FMS bei seinen ständig aktualisierten Berechnungen eine immer kürzere verbleibende Flugstrecke an.
Nach der Bergung der A310 durch ein Wiener Kranunternehmen und die Flughafenfeuerwehr wurde das Wrack vor den Hangars von Austrian Technik abgestellt. Am nächsten Tag wurde das Logo am Seitenleitwerk weiß übermalt. Das Wrack wurde später von Flight Director, einem US-Unternehmen, das sich auf den Weiterverkauf von Flugzeugteilen spezialisiert hat, gekauft und ausgeschlachtet. Bis zum Abschluss dieser Arbeiten im Januar 2001 erhielt es vorübergehend das US-Kennzeichen N528FD.
Dem Flugkapitän wurde die Fluglizenz entzogen, und er wurde wegen gefährlichen Eingriffs in den Luftverkehr (§ 315 StGB) vom Amtsgericht Hannover zu einer Freiheitsstrafe von sechs Monaten auf Bewährung verurteilt.

## Ähnliche Vorfälle
- Air-Canada-Flug 143
- Air-Transat-Flug 236
- Avianca-Flug 052
- LaMia-Flug 2933
- Tuninter-Flug 1153